# سامسونج جالكسي ميغا
سامسونج غالاكسي ميجا (بالإنجليزية: Samsung Galaxy Mega)‏ هو هاتف ذكي من إلكترونيات سامسونج يعمل بنظام أندرويد، تم طرحه في الأسواق في 2013.

## الخصائص
- نظام التشغيل: أندرويد
- الشاشة: إل سي دي
- الوزن: 199 غرام
- المعالج: 1.7 جيجا هرتز
- التخزين: 8 جيجابايت